# 야간 열차의 뜨거운 밤
《야간 열차의 뜨거운 밤》(Warm Nights On A Slow Moving Train)은 오스트레일리아에서 제작된 밥 엘리스 감독의 1988년 드라마 영화이다. 웬디 휴즈 등이 주연으로 출연하였다.

## 출연

### 주연
- 웬디 휴즈
- 콜린 프릴스

### 조연
- 노먼 케이
- 존 클레이턴
- 루이스 피츠 제랄드

## 기타
- 배역: 그레고리 앱스

## 같이 보기
- 오스트레일리아 영화